# Rick Strassman
Dr. Rick Strassman (1952 em Los Angeles, California, Estados Unidos) é um médico especializado em psiquiatria e doutorado em psicofarmacologia.
Rick Strassman estudou a fundo os efeitos das drogas enteógenas e alucinógenos. Durante as experiências, enfrentou grandes problemas com as organizações dos direitos animais, devido suas experiências serem apenas em animais. Somente mais tarde, começou os estudo em humanos.

## Estudos clínicos
Rick Strassman investigou os efeitos da substância N,N-dimethyltryptamine (DMT), um poderoso enteógeno, ou psicodélico, que é produzido por plantas e animais, assim como nos organismos humanos, no qual foi apontado experimentos de quase mortes e REM.
Strassman também especulou que a substância seria produzida pela glândula pineal, o qual escreveu um livro chamado DMT: A molécula do Espírito, e um documentário baseado em seu livro. 